# Polyrhachis andromache
Polyrhachis andromache é uma espécie de formiga do gênero Polyrhachis, pertencente à subfamília Formicinae.